# Den rödhåriga kvinnan
Den rödhåriga kvinnan är en amerikansk film från 1932 i regi av Jack Conway.

## Rollista
- Jean Harlow - Lilian Andrews Legendre
- Chester Morris - 'Willie' Legendre Jr.
- Lewis Stone - William 'Will' Legendre Sr.
- Leila Hyams - Irene 'Rene' Legendre
- Una Merkel - Sally
- Henry Stephenson - C.B. Gaerste
- May Robson - Jane
- Charles Boyer - Albert